# Тотализатор
Тотализатор је инструмент за мјерење количине падавина, који се користи за дугорочна осматрања са минималним људским надзором.
Он се може очитавати једном мјесечно или једном годишње, и тада се мјери укупна маса воде скупљена у њему. Уз познату величину отвора на тотализатору, може се одредити ниво падавина и до 4000 mm годишње. Хемикалије се додају у тотализатор да се смањи испаравање воде.